# Thorictus gigas
Thorictus gigas is een keversoort uit de familie spektorren (Dermestidae). De wetenschappelijke naam van de soort werd in 1862 gepubliceerd door Thomas Vernon Wollaston.